# HD 76700 b

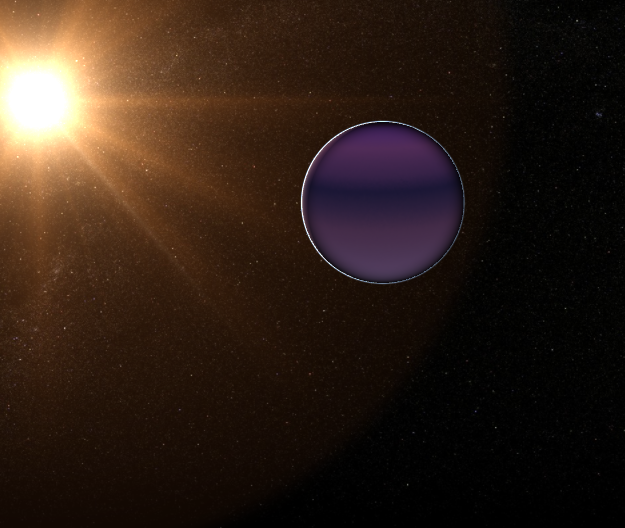

HD 76700 b는 2002년 발견된 외계 행성이다. 날치자리 방향으로 지구로부터 약 195광년 떨어진 곳에 자리잡고 있으며, 분광형은 G6 V로 우리 태양과 비슷한 G형 주계열성이다(다만 숫자가 더 큰데, 이는 표면 온도가 태양보다 좀 더 낮기 때문이다). 최소 질량은 목성의 0.233배로 이는 토성보다도 가벼운 값이다. 다만 도플러 효과를 통해 발견했기 때문에 이 값은 어디까지나 최소치이다. 궤도경사각이 밝혀질 경우 실제 질량은 훨씬 더 클 수 있다. 어머니 항성에 매우 가까이 붙어 돌고 있으며, 1공전주기는 지구 시간으로 고작 4일밖에 되지 않는다.

## 참고 문헌
- (영어) Tinney;  외. (2003). “Four New Planets Orbiting Metal-enriched Stars”. 《The Astrophysical Journal》 587 (1): 423–428. doi:10.1086/368068.
- (영어) Butler;  외. (2006). “Catalog of Nearby Exoplanets”. 《The Astrophysical Journal》 646 (1): 505–522. doi:10.1086/504701. 2019년 12월 7일에 원본 문서에서 보존된 문서. 2009년 6월 21일에 확인함.